# Хики, Томас (художник)
Томас Хики (англ. Thomas Hickey; май 1741, Дублин — 1824[…], Мадрас, Британская Индия) — ирландский художник-портретист.

## Жизнь и творчество
Родился в семье Ноя Хики, кондитера, и его супруги Анны Хики. Художественное образование получил в школе Королевского дублинского общества (Royal Dublin Society) под руководством Роберта Уэста. Младший брат Томаса, Джон Хики, стал  скульптором. Томас Хики писал в первую очередь портреты, а также жанровые сценки. В период с 1776 по 1780 год художник живёт и работает в Бате. Много путешествовал, посетил Индию, Португалию, Италию. Во время своей поездки в Индию корабль, на котором плыл художник, был захвачен испано-французской эскадрой. Вместе с другими пленными, Хики был доставлен в Лиссабон, где и провёл несколько лет. 
Добравшись наконец до Бенгалии, куда он первоначально направлялся, художник живёт в Индии до 1791 года, после чего возвращается в Англию. Следующей его дальней поездкой стало путешествие в Китай, в Пекин, в составе экспедиции Джорджа Маккарти, первого лорда Маккарти, как её художник - портретист. Вернулся в Ирландию вскоре после смерти своего брата Джона,  произошедшей в январе 1796 года. В 1797 он получает заказ врача Роберта Эммета написать портреты его сына Роберта и дочери Мэри. В 1798 Хики снова приезжает в Индию, где в это время начинается 4-я англо-майсурская война; военные действия дали большое количество материала для его работ. В Майсуре художник получает заказ от раджи Типу Султана на создание портретов членов его семьи - сыновей, дяди, а также придворных (субейдара). Томас Хики делает эскизы этих знатных индийцев в 1799-1801 годах в Серингапатаме и Веллуре, затем живёт в Мадрасе до самой своей смерти в 1824 году.  
Т.Хики был талантливым рассказчиком и остроумным собеседником, как отмечали современники. Полотна его можно увидеть в различных художественных музеях Великобритании, Ирландии и США (Национальная галерея Ирландии в Дублине, Музей искусств Гонолулу, галерея Тейт (Лондон) и др.). Часть его индийских эскизов хранится в Серингапатаме.

## Галерея

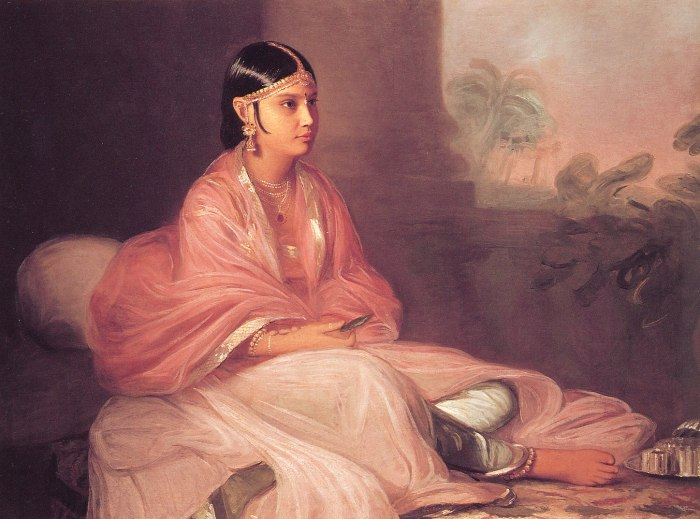
Портрет индианки Биби Джебдани
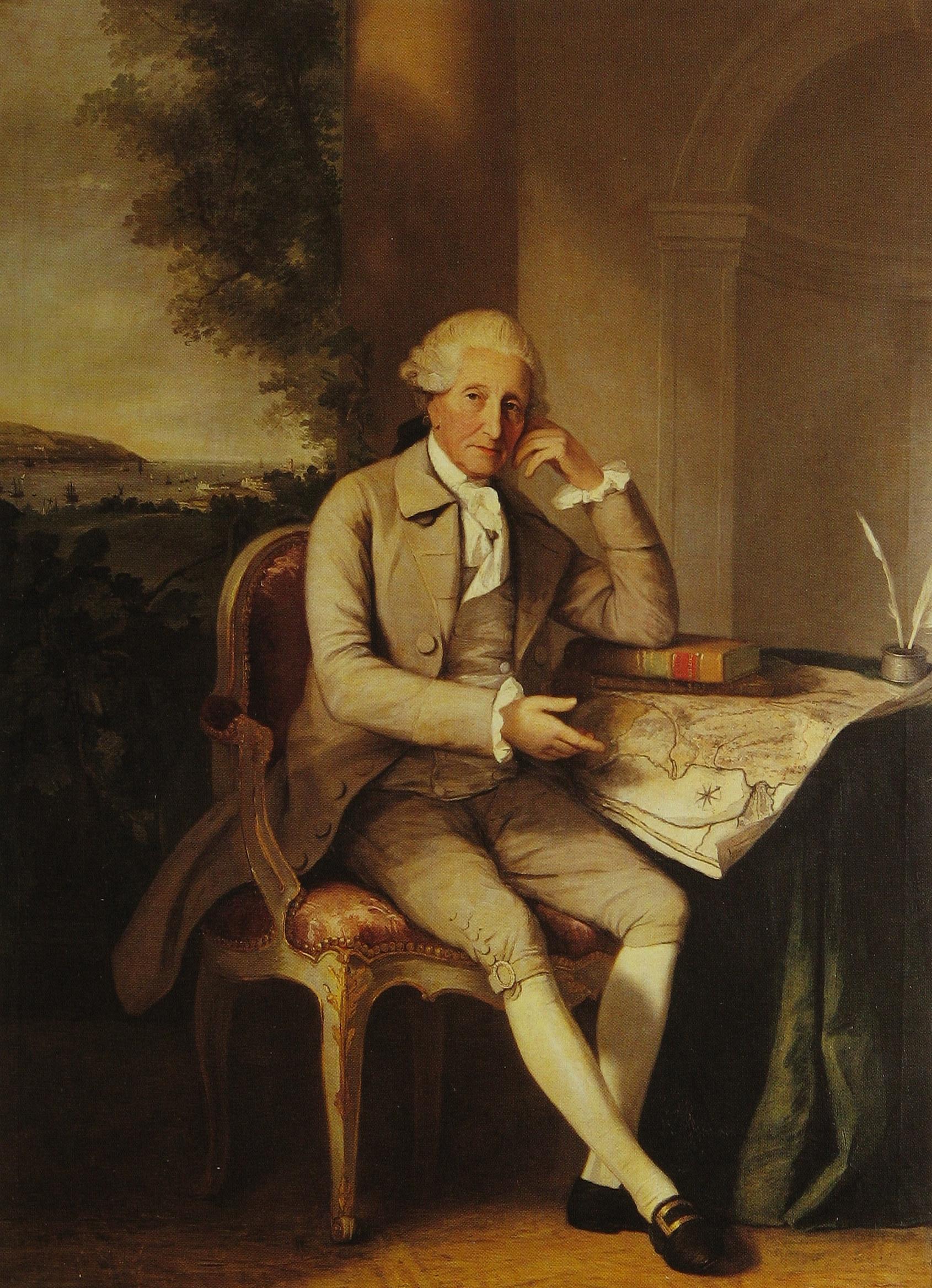
Портрет Дэвида де Пури
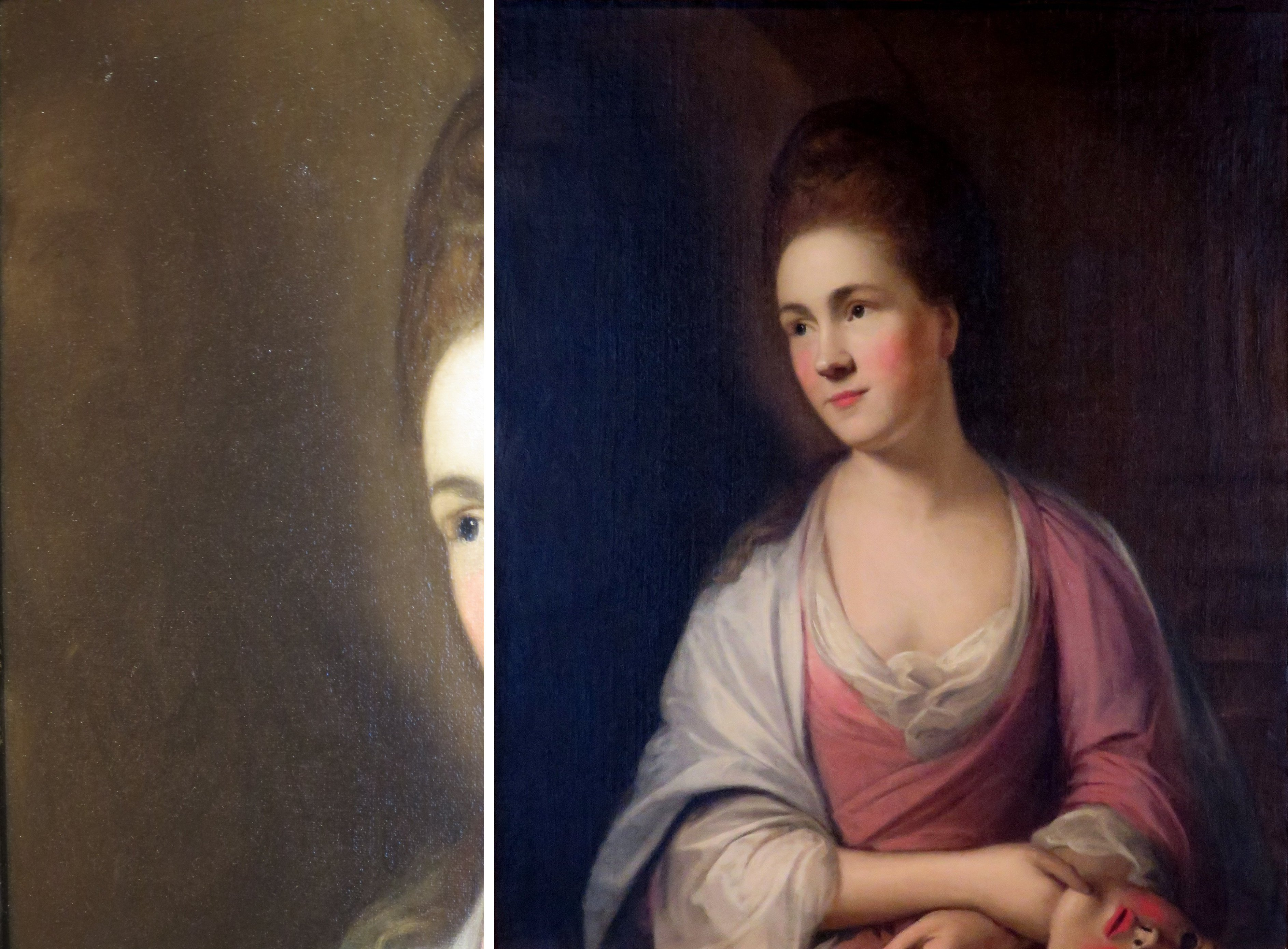
Леди с маской (Портрет актрисы Элизабет Янг, 1774)
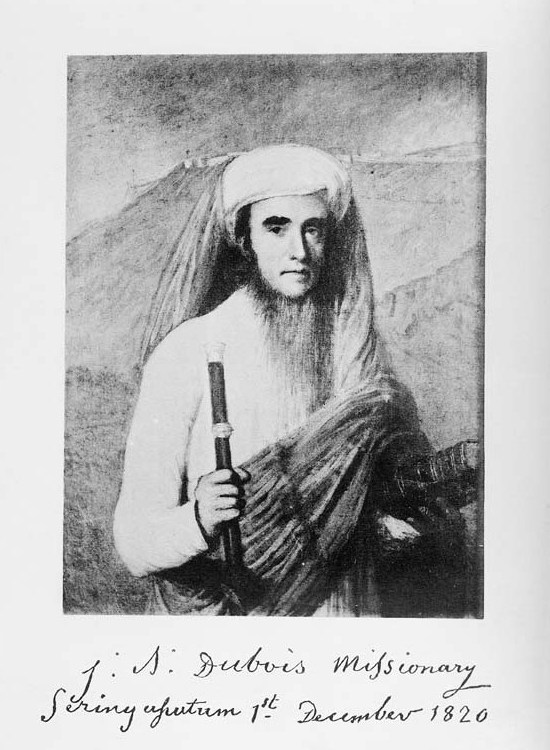
Портрет французского миссионера, аббата Дюбуа (декабрь 1820).